# Kostel míru ve Svídnici
Kostel míru Nejsvětější trojice ve Svídnici (polsky Kościół Pokoju pw. Świętej Trójcy w Świdnicy, německy Friedenskirche Zur heiligen Dreifaltigkeit in Schweidnitz) v Dolnoslezském vojvodství je největší dřevěný barokní chrám v Evropě. Jedná se o historickou sakrální stavbu postavenou na základě Vestfálského míru, který v roce 1648 ukončil třicetiletou válku. Kostel je součástí svídnické farnosti Evangelicko-augsburské církve v Polsku. Od roku 2001 je zapsán na seznam světového dědictví UNESCO.

## Historie

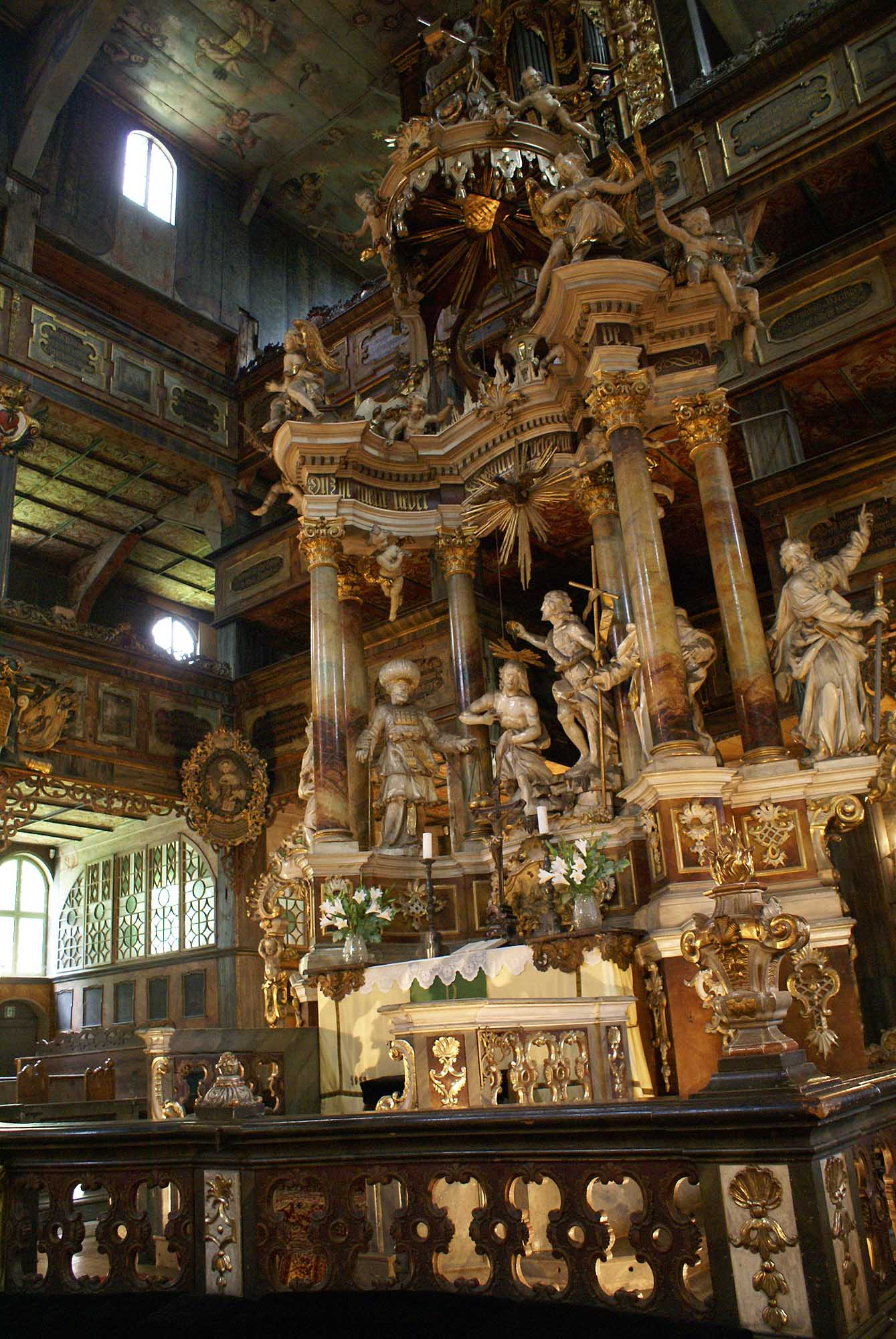
Hlavní oltář

Svídnický Kostel míru je jeden ze tří kostelů míru (vedle staveb v Hlohově a v Jaworu), jejichž výstavbu ve slezských zemích Habsburků povolil pod tlakem protestantského Švédska katolický císař Ferdinand III. Všechny kostely v těchto zemích postavené katolíky a převzaté protestanty byly odevzdané katolické církvi. Po vypuknutí války protestanti přišli o právo vyznávaní víry a o právo vlastnění kostelů. Zatímco na území knížectví slezských Piastovců – většinou evangelíků – všechny kostely zůstaly evangelické.
Základní kámen kostela v Svídnici byl položen 23. srpna 1656. Autorem návrhu byl vratislavský mistr Albrecht von Saebisch. Kostel stavěl svídnický tesař Andreas Kaemper. Peníze na výstavbu kostela pocházely od slezských protestantů: rolníků, měšťanstva a šlechty. Pro získání finančních prostředků pro výstavbu kostela se obyvatel Svídnice Christian Czepko vydal na pouť po evropských evangelických střediscích.
Po 10 měsících, 24. června 1657, se v novém svídnickém kostele konala první mše svatá.
V roce 1709, během severní války se situace protestantů zlepšila a – opět pod tlakem švédského krále – vedle kostela byla postavena zvonice a škola. Obě budovy se zachovaly dodnes.
I když byl vznik kostela výsledkem náboženského konfliktu, kostel je symbolem usmíření. V roce 1989 se zde společně modlili polský premiér Tadeusz Mazowiecki a německy kancléř Helmut Kohl. V roce 2011 kostel navštívil švédský královský pár: Karel XVI. Gustav a královna Silvia. V roce 2014 se společné modlitby za mír zúčastnila německá kancléřka Angela Merkelová a polská předsedkyně vlády Ewa Kopaczová. V září 2016 podepsali ve svidnickém kostele „Výzvu za mír“ zástupci křesťanstva, judaismu, islámu a buddhismu spolu se 14. dalajlámou.

## Architektura

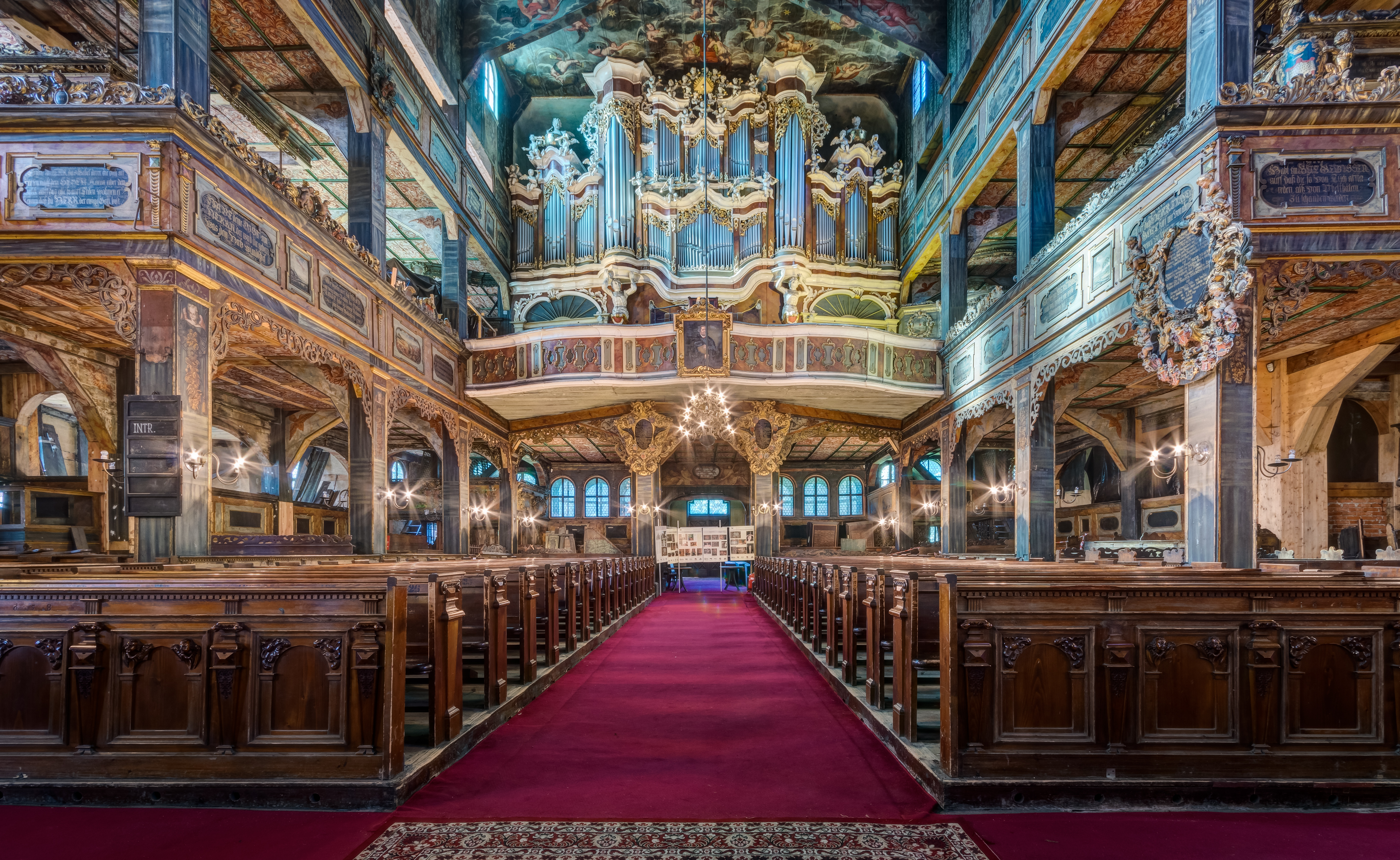
Interiér Kostela míru, výhled na varhany

Kostel míru v Svídnici byl postaven jako středová stavba založená na dřevěné kostře, která byla vyplněná hlínou a slámou. Stavba je postavena na půdorysu řeckého kříže. Vedle středové stavby se nachází: na východní straně síň, ve které se konaly křty a sakristie, na západní straně tzv. Síň mrtvých, na jižní straně Svatební síň, a na severní straně Polní síň. Ta poslední je 44 metrů dlouhá a 30,5 m široká. Kapacita přízemí a čtyřpatrových empor je 7,5 tisíce lidí (v tom 3,5 míst k sezení). Kostel byl schválně postaven tak, aby se dovnitř mohlo vejít co nejvíce věřících. To bylo poměrně důležité v době, kdy byly náboženské svobody protestantů omezené a svídnický kostel byl jedním ze dvou evangelických chrámů na území Javorského knížectví. Právě proto má táto svatyně tak obrovský povrch (1090 m²).

### Vybavení
Mezí výjimečné prvky vybavení interiéru kostela patří oltář a kazatelna.

### Kazatelna

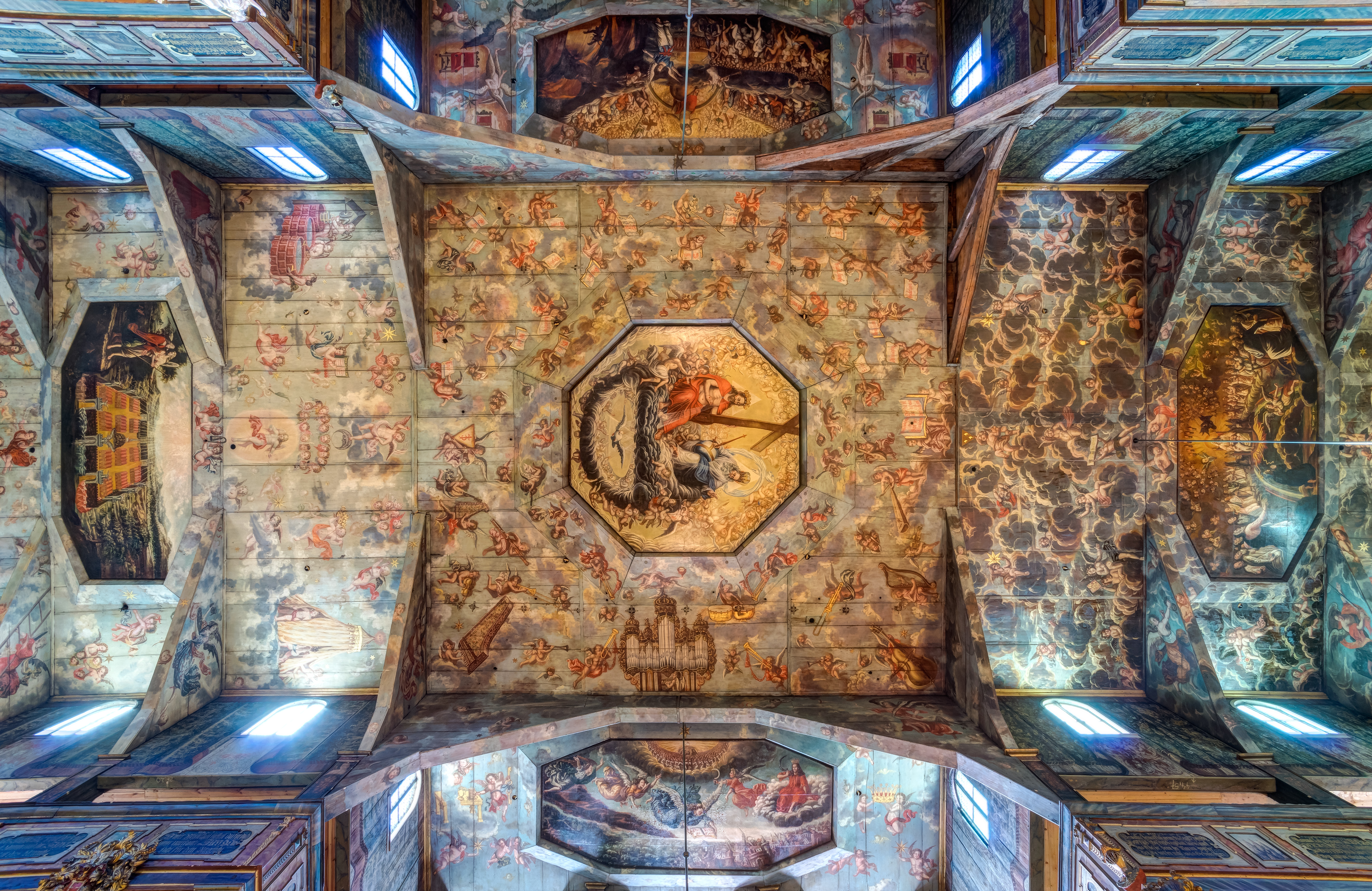
Strop

Barokní kazatelna pochází z roku 1729 a je dílem Gotfrieda Augusta Hoffmanna. Schodiště je vyzdobené biblickými příběhy jako třeba „Poselství Ducha svatého“, „Golgota“, „Ráj“. Na zábradlí jsou alegorické sochy Víry, Naděje a Lásky. Nad dveřmi do kazatelny se nachází socha Ježíše jako dobrého pastýře.

### Hlavní oltář
Hlavní oltář je také Hoffmannovým dílem. Byl objednán v roce 1752 u příležitosti stého výročí kostela a dokončen o rok později. Nad oltářní menzou je umístěn malý reliéf – Poslední večeře. Uprostřed oltáře se nachází Křest Ježíše a postavy Mojžíše, velekněze Árona a apoštolů Petra a Pavla. Výše, na šesti korintských sloupech, je vlys s nápisem „Dies ist mein geliebter Sohn, an dem ich Wohlgefallen habe” („Tentoť jest ten můj milý Syn, v němž mi se dobře zalíbilo“) (Matouš 3:17.) Uprostřed, ve stejné výšce jako vlys, je alegorie Ducha svatého v podobě holubice. Nahoře pod baldachýnem najdeme zlatý trojúhelník, obklopený paprsky s hebrejským tetragrammatonem božího jména יהוה (JHVH) – alegorie Otce Boha. Na vrcholu oltáře na knize se sedmi pečetěmi stojí beránek s praporčíkem.

### Varhany
Varhany z roku 1909 mají barokní prospekt podpíraný dvěma atlanty a pohyblivé sošky andělů–muzikantů. Mají kolem čtyř tisíc píšťal a byly vyrobeny swidnickou firmou Schlag & Söhne, která v kostele provedla elektrifikaci. V roce 2013 proběhla celková rekonstrukce varhan. Při rekonstrukci byl na prospektu objeven za obrazem Martina Luthera obušek. Nové varhany nahradily historické, které vznikly v letech 1666–1669 ve varhanářské dílně Gottfireda Kloseho z Brzegu, a byly několikrát přestavěny. Zachovalo se z nich několik píšťal a obraz na stropě.
Na nejvyšší empoře se nachází další, menší varhany, které v roce 1695 objednal i financoval Sigismund Ebersbach.

### Lóže Hochbergů
Nejvýznamnější rodiny vlastnily v kostele soukromé lóže. Naproti kazatelně, nad hlavním vchodem do kostela, se nachází bohatě vyzdobená lóže dobrodinců kostela rodiny Hochbergů z Hennersdorfu, postavená v roce 1698. Lóže vznikla jako projev vděčnosti rodině Johanna Heinricha von Hochberga, který zaplatil dubové dřevo na stavbu kostela.

### Empory
Na celé své délce empory pokrývají biblické citáty, je jich celkem 78. Vedle, na deskách jsou alegorické obrázky, které ukazuji smysl těchto citátů. Zábradlí empor jsou vyzdobená malbami.

### Malby
Strop kostela je vyzdoben malbami dvou svídnických malířů, Chrystiana Sussenbacha a Chrystiana Kolitschka, pocházejícími z let 1694–1696. Ukazují následující scény z Apokalypsy:
- Nebeský Jeruzalém
- Bůh Otec, nad jeho hlavou obklopenou sedmi jazyky plamenů krouží orel, na kolenou má knihu se sedmi pečetěmi, na které stoji beránek a kolem něj klečí starci a níže je umístěn modlící se Jan
- „Pád hříšného města Babylon“
- „Poslední soud“

Hlavní loď je vyzdobena nástropní malbou Svaté trojice.
Kolem maleb, na stropech empor a na sloupech jsou rostlinné vzory.

## Zvonice
Součástí památky je zvonice z roku 1709, postavena v době, kdy se zmírnily důsledky reformačních opatření proti protestantům v období Severní války.
Zvonice je velmi vysoká barokní patrová hranolová hrázděná stavba byla postavena obdobně jako Kostel míru ze dřeva a cihel na půdorysu čtverce. Nejvyšší patro je celé bedněné ukončeno stanovou střechou.
Ve zvonici byly zavěšeny tři zvony, které byly ulity vratislavskými zvonařem Götz. Dva byly rekvírovány a třetí je uložen za hlavním oltářem. Do zvonice byly dovezeny zvony ze zrušené evangelické farnosti ve Strzegomi. V roce 2017 byla do zvonice instalována zvonkohra, která má 15 zvonků s rozsahem 1,5 oktávy. Nejmenší má hmotnost 13,5 kg a největší 50 kg, celé zařízení má hmotnost téměř jednu tunu. Zvonice je také využívána jako galerie.

## Evangelická škola
Součástí památky je budova evangelické školy postavené u kostela. Po uzavření Altranstädtské konvence bylo povoleno zřídit evangelickou školu ve Svídnici. Výstavba latinské školy byla zahájena 6. března 1708 a do konce téhož roku byla dostavěna. Během sedmileté války v roce 1761 byla budova školy vážně poškozena. V roce 1813 byla pruským králem Frederikem Vilémem III. povýšena na  gymnázium a v roce 1822 se stala městskou školou. V roce 1854 byla škola přemístěna do nové budovy a Lutherheim, jak byla budova školy nazývána, přestala plnit funkci školy. Budova je využívána jako penzion.
Budova evangelické školy je barokní dvoupatrová stavba s valbovou střechou. Patro z roku 1708 je hrázděné, přízemí bylo vyzděno po roce 1750. Na východním průčelí je sgrafity s názvem budovy a také tři kamenné a jeden litinový epitaf prvních čtyř rektorů latinské školy.
Mezi studenty školy patřili mimo jiné slavný barokní básník u Johann Christian Günther, slavný architekt Carl Gotthard Langhans, stavitel Braniborské brány a kodifikátor pruského zvykového práva Carl Gottlieb Svarez.
Neukáznění studenti gymnázia byli za trest zavíráni v přízemí zvonice do tzv. kozy. Mezi ně patřil i Johann Christian Günther, jehož iniciály se našly ve zvonici.

## Galerie

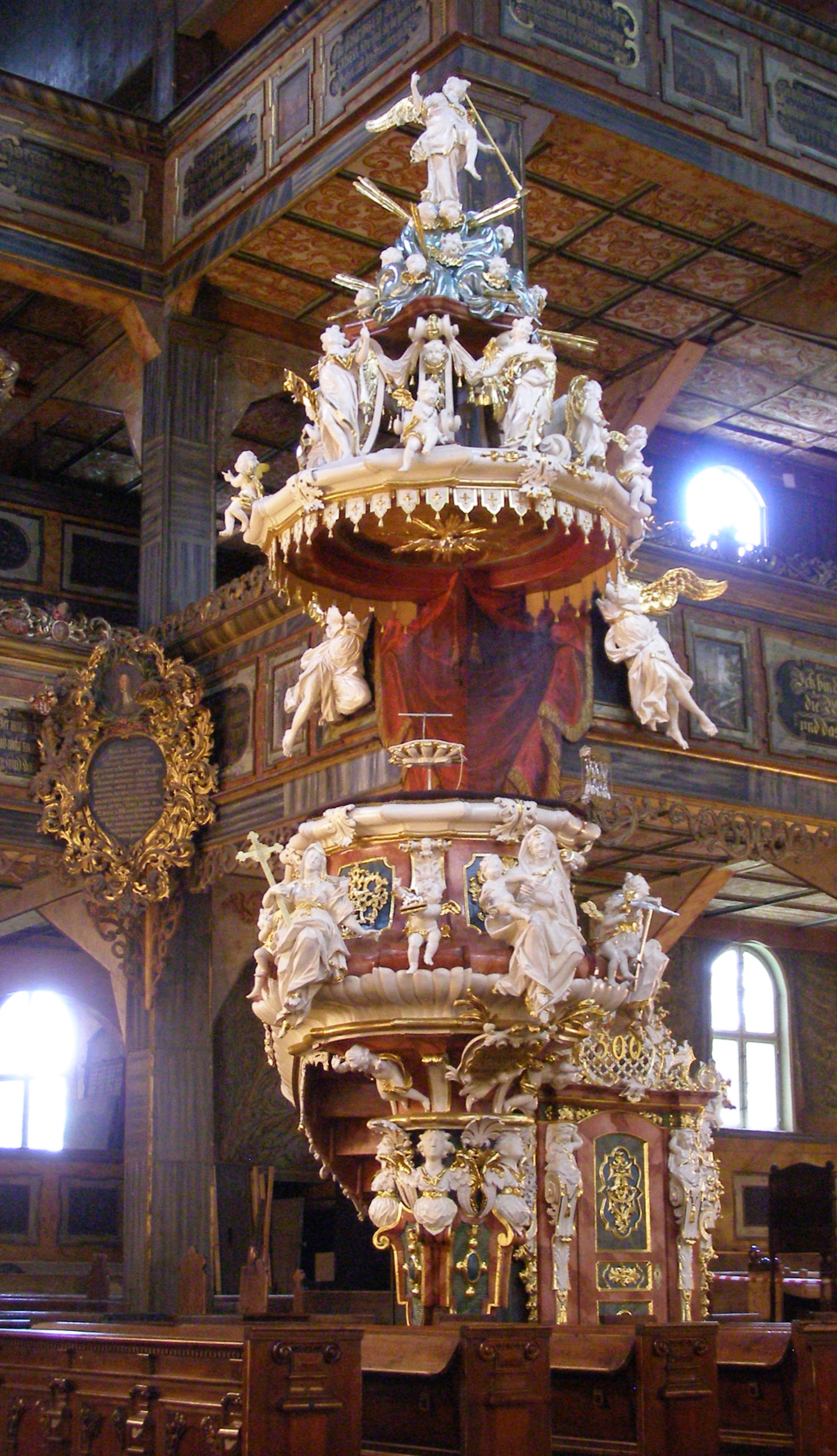
Kazatelna
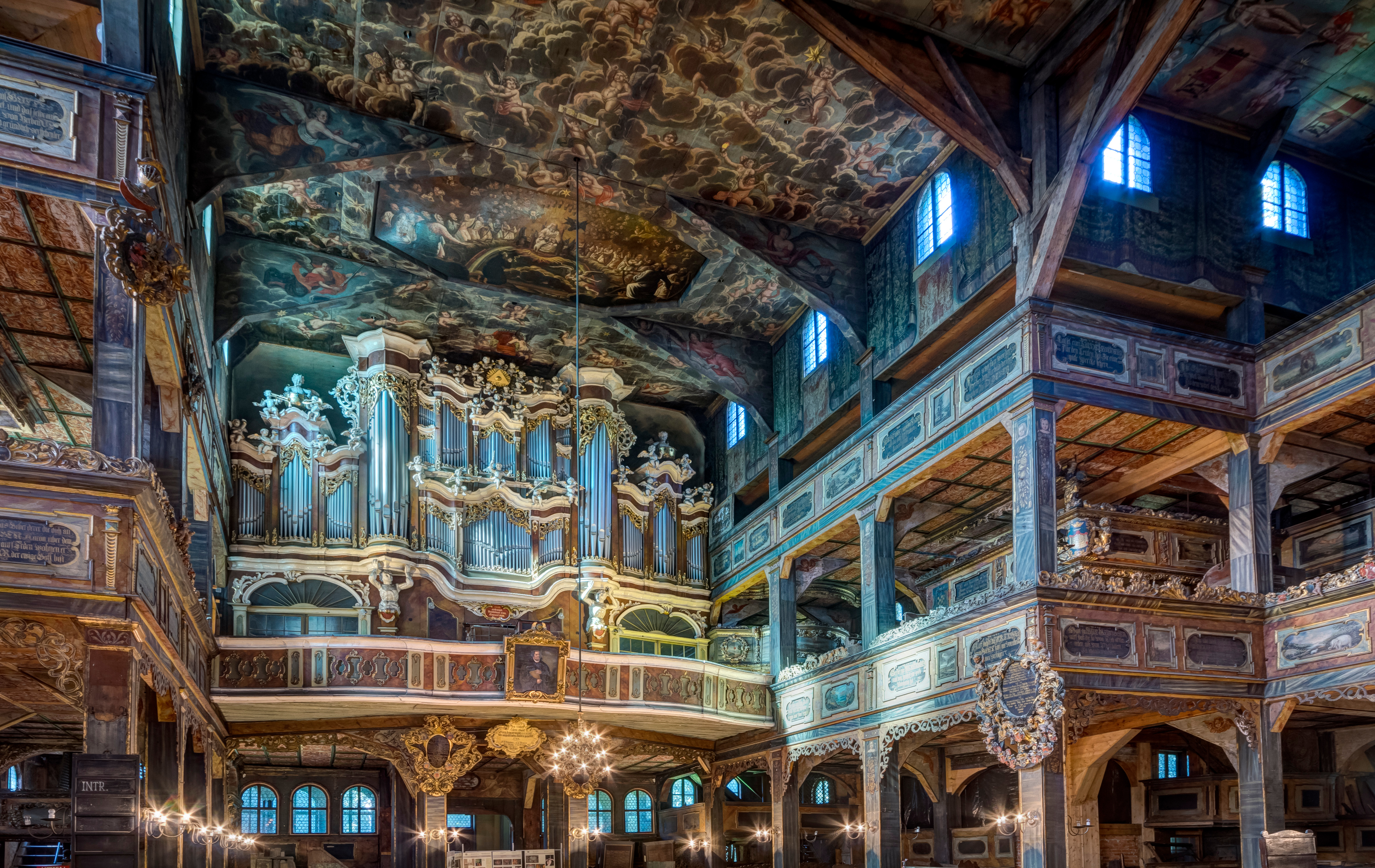
Varhany
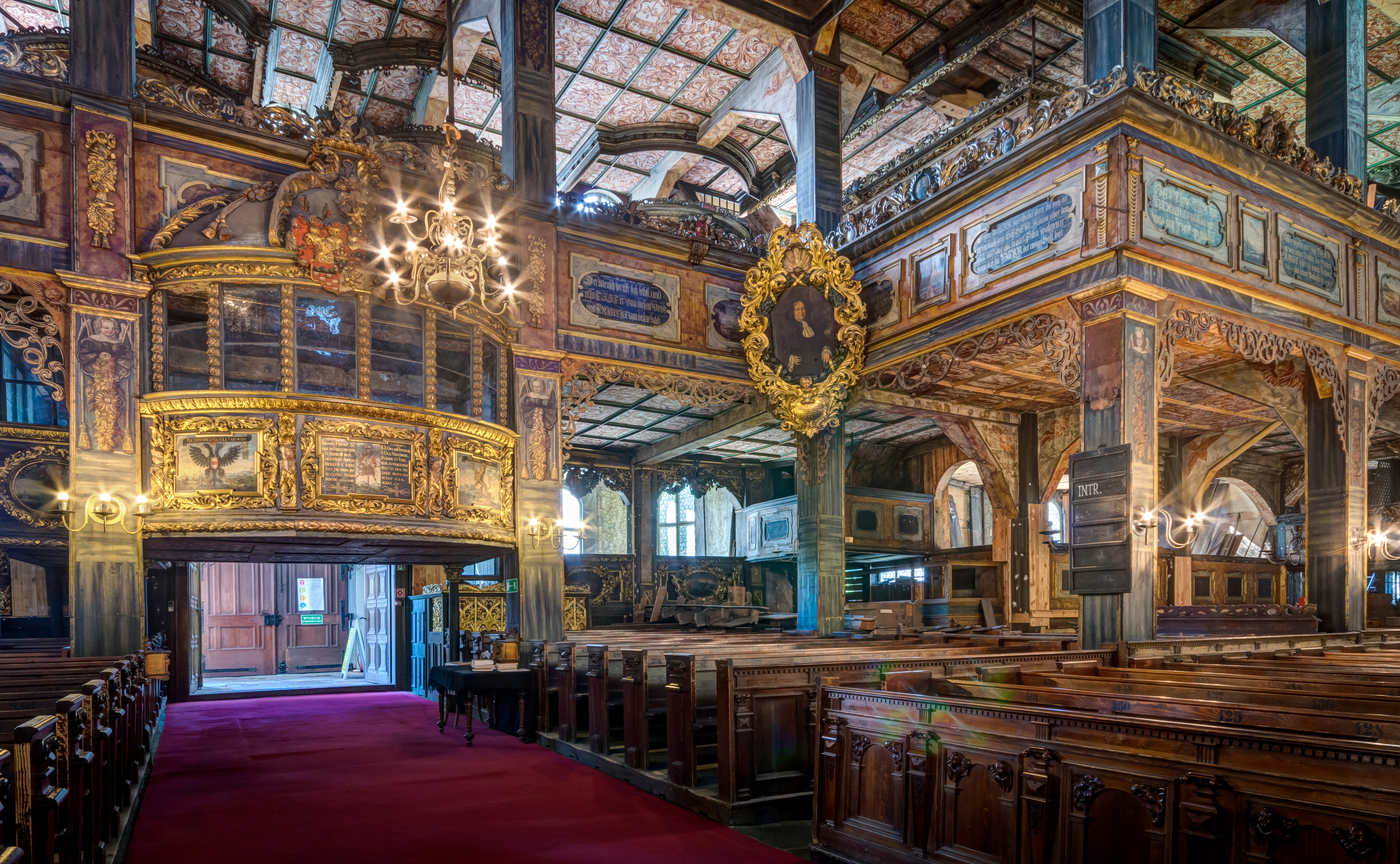
Lóže Hochbergů
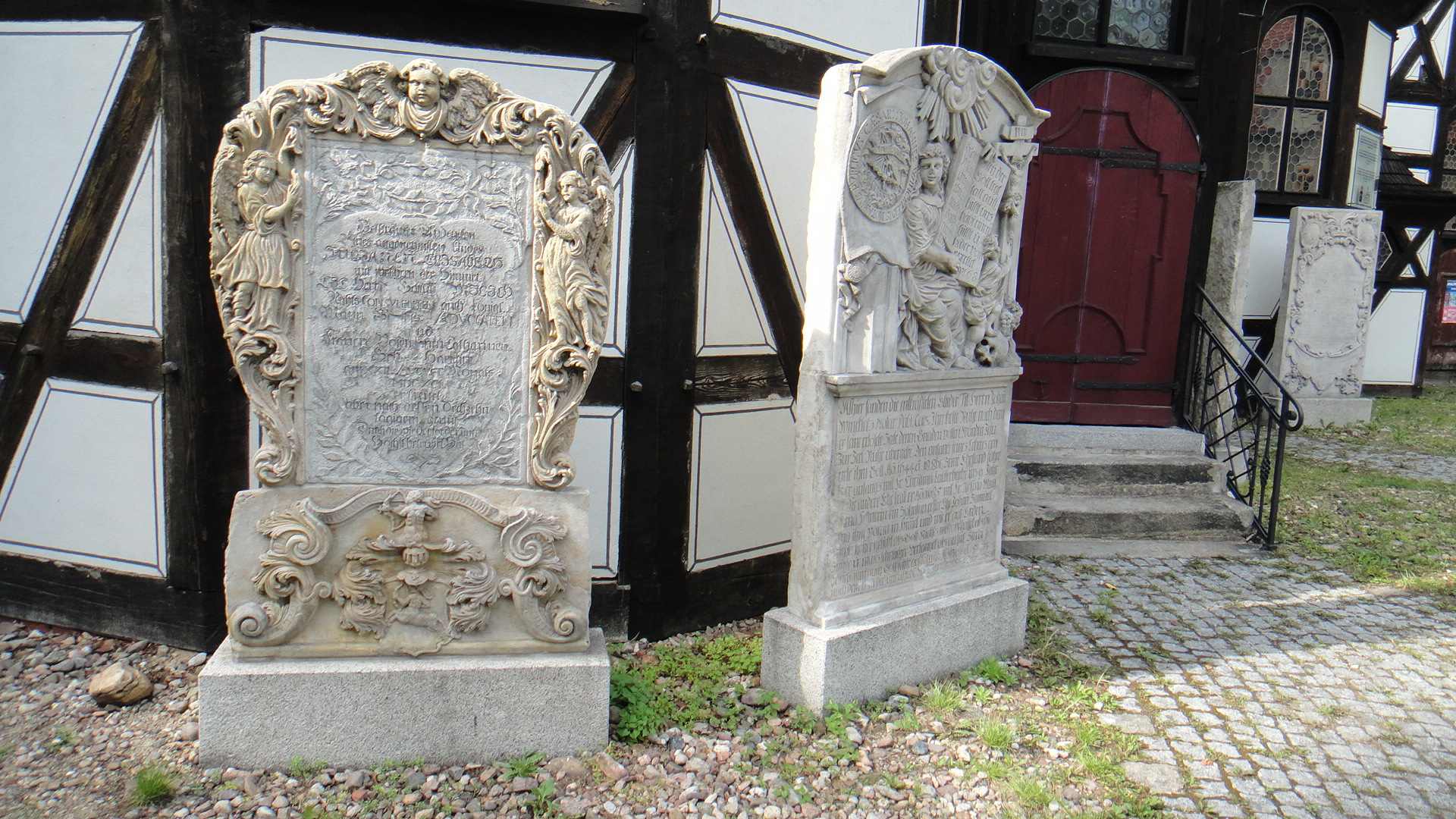
Náhrobní desky
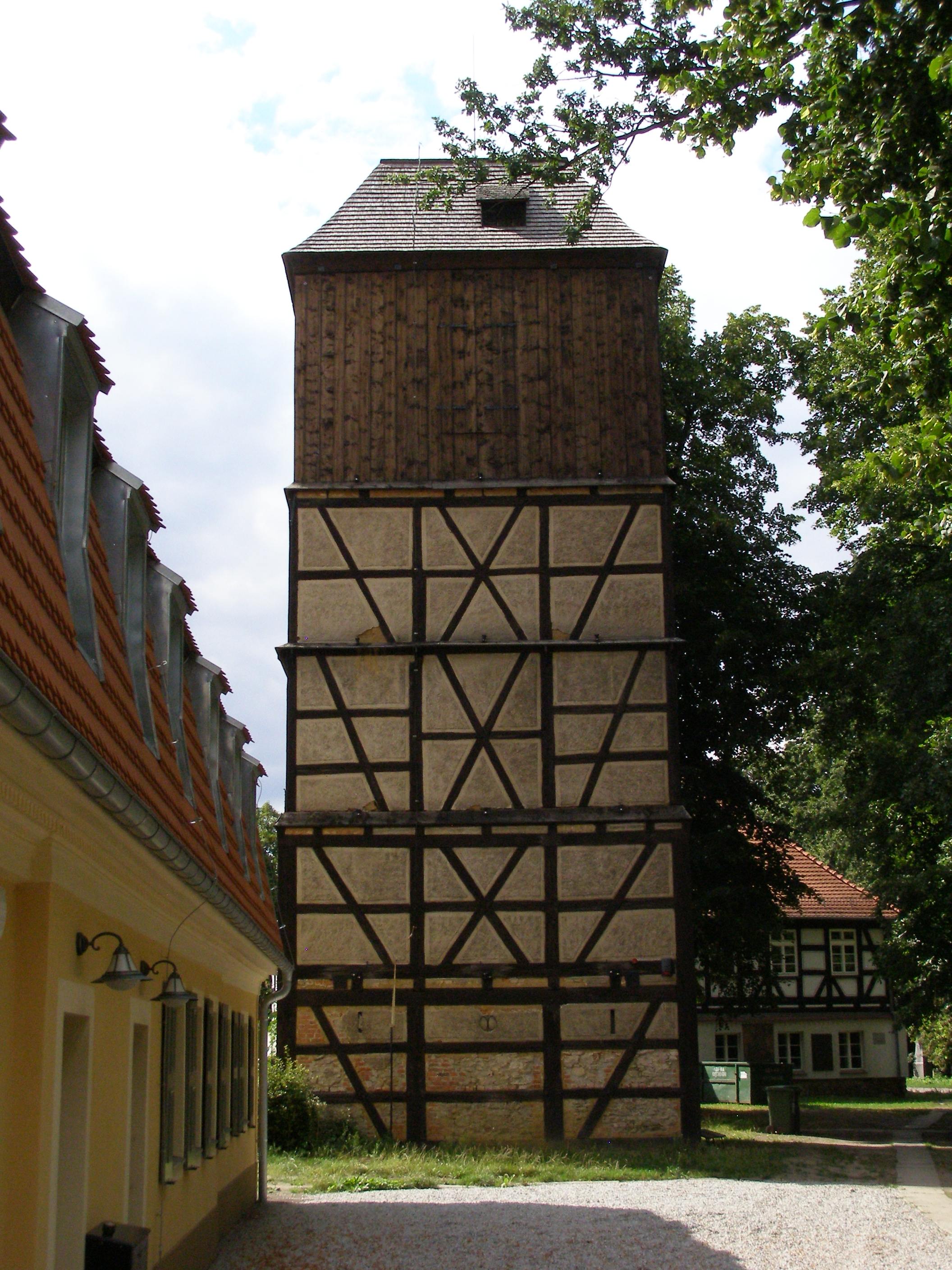
Zvonice
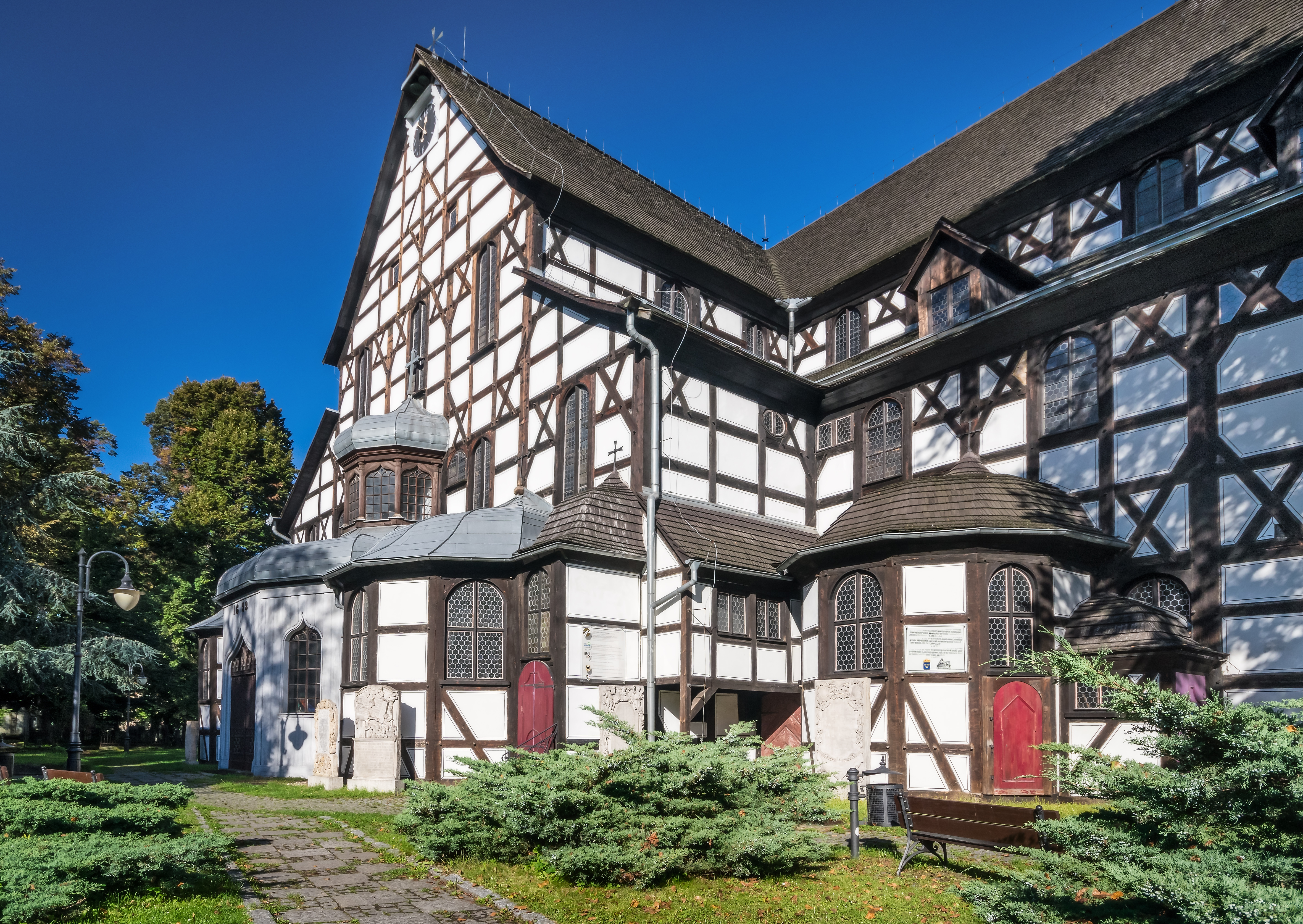
Zadní část kostela
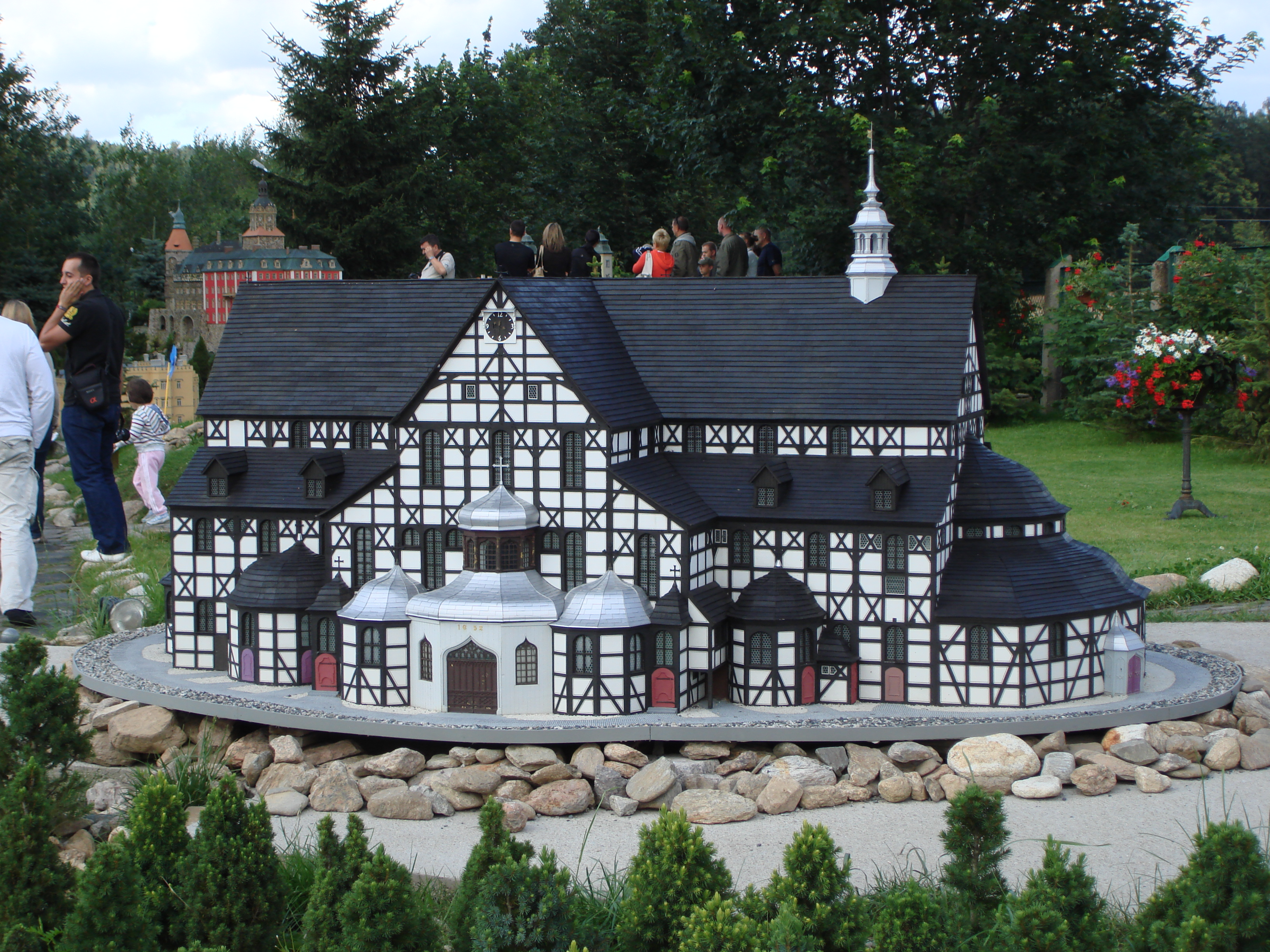
Miniatura svídnického Kostela míru v Parku miniatur památek Dolního Slezska v Kowarech